# Caiuajara
Caiuajara ("Tapejara z geologických vrstev skupiny Caiuá") byl rod tapejaridního pterodaktyloidního ptakoještěra, který žil před asi 85 miliony let (věk santon, období svrchní křídy) na území dnešní Brazílie. Fosilie tohoto ptakoještěra byly poprvé objeveny roku 1971 dělníkem Alexandrem Dobruskiim a jeho synem, odtud tedy pochází druhové jméno pterosaura.

## Popis
Caiuajara byl menší až středně velký ptakoještěr, rozpětí křídel u dospělých jedinců dosahovalo asi 2,35 metru. Dospělci měli na přední části lebky mohutný hřeben, který zřejmě sloužil především k signalizačním účelům. Bylo objeveno množství jedinců různých vývojových stadií, což naznačuje možnost, že tito pterosauři byli gregaričtí (žili trvale ve skupinách).
Tito ptakoještěři obývali polopouštní až pouštní oblasti ekosystémů souvrství Goio-Erê spolu s dinosaury rodu Berthasaura a dalším ptakoještěrem rodu Keresdrakon.

## Zařazení
Tento ptakoještěr vývojově spadá do podčeledi Tapejarinae a jeho možným sesterským rodem byl Tupandactylus.